# Сіде (Україна)
Сіде́ — село в Україні, в Самбірському районі Львівської області. Населення становить 554 особи (2021). Входить до Ралівської сільської громади.

## Населення

### Мова
Розподіл населення за рідною мовою за даними перепису 2001 року:
| Мова            | Кількість | Відсоток |
| --------------- | --------- | -------- |
| українська      | 548       | 99.28%   |
| російська       | 3         | 0.54%    |
| інші/не вказали | 1         | 0.18%    |
| Усього          | 552       | 100%     |

## Відомі особистості
Народилися
- Омелян Кулинич (1940—2022) — український статистик, доктор економічних наук;
- Ольга Кузьменко (1947—2023) — українська письменниця, освітянка, мати Кузьми Скрябіна Андрія Кузьменко.